# Kematen in Tirol
Kematen in Tirol település Ausztriában, Tirolban, az Innsbrucki járásban található. Területe 6,99 km², lakosainak száma 2713 fő, népsűrűsége 390 fő/km² (2014. január 1-jén). A település 610 méter tengerszint feletti magasságban helyezkedik el.
A település részei: Afling (101 fő) és Kematen in Tirol (2457 fő, 2011. október 31-én)

## Fordítás
- Ez a szócikk részben vagy egészben  a   Kematen in Tirol című angol Wikipédia-szócikk ezen változatának fordításán alapul.  Az eredeti cikk szerkesztőit annak laptörténete sorolja fel. Ez a jelzés csupán a megfogalmazás eredetét és a szerzői jogokat jelzi, nem szolgál a cikkben szereplő információk forrásmegjelöléseként.